# Kaceřov (zámek, okres Sokolov)
Kaceřov je zámek s hospodářským dvorem ve stejnojmenné vesnici v okrese Sokolov. Postaven byl na místě starší pozdně gotické tvrze v první polovině osmnáctého století. K zámku přiléhá park, v jehož východní části se nachází tvrziště, které je pozůstatkem nejstarší kaceřovské tvrze.
Zámek je chráněn jako kulturní památka ČR.

## Historie
Stará kaceřovská tvrz byla opuštěna v průběhů patnáctého století. Někdy v té době byla připojena k manskému systému loketského hradu a jejím držitelem se stal Götz Perglár z Perglasu připomínaný v Kaceřově ve třech listinách z roku 1474. Nejspíš on založil v místě staršího poplužního dvora novou pozdně gotickou tvrz. Po něm se majitelem stal Volf Perglár zmiňovaný roku 1520. Jeho majetek si po roce 1523 rozdělili synové Volf mladší a Kryštof Perglárové, a Kaceřov připadl Kryštofovi, zatímco Volf zdědil Lítov. K Volfově panství patřilo deset usedlostí s mlýnem v Kaceřově a dvě usedlosti v Chlumu Svaté Maří. Po roce 1570 Volf zemřel, a Kryštof zdědil jeho majetek. Dalším majitelem se stal nějaký blíže neznámý Kryštofův potomek a po něm vdova Anna, rozená Maleříková z Hazlova. Roku 1607 připadla kaceřovská část panství jejímu nejmladšímu synovi Janu Fabiánovi Perglárovi. Za podporu stavovského povstání byl Jan Fabián odsouzen ke ztrátě třetiny majetku, ale protože přestoupil ke katolictví, byl mu trest odpuštěn. Při saském vpádu do Čech však podporoval útočníky, za což mu byla vyměřena pokuta 600 rýnských zlatých.
Brzy po roce 1648 převzal třicetiletou válkou zničený statek Volf Kašpar Perglár a v osmdesátých letech osmnáctého století Jan Ondřej Perglár. Volf Kašpar ještě předtím dosáhl propuštění statku z manství. Mezi lety 1715 a 1747 panství patřilo Josefu Ferdinandovi Perglárovi, po němž ho zdědil nejstarší syn Karel Antonín Perglár. Hodnota panství tehdy činila 48 tisíc zlatých a Karel Antonín musel vyplatit dva bratry. Bývá také považován za stavitele barokního zámku, ale ten podle stavebního průzkumu vznikl již v první polovině osmnáctého století. Posledním majitelem z rodu Perglárů se v roce 1791 stal Karel František, který v září roku 1795 Kaceřov prodal čtyřem poddaným.
Počet nových majitelů se rychle rozrostl na 44. Společenství se postupně zadlužovalo a někteří vlastníci prodávali své podíly. V roce 1845 zbývajících 35 podílníků statek nakonec přenechalo Josefu Augustovi Hechtovi na dobu jeho života. Po Hechtově smrti v roce 1861 statek spravovala poručnická rada a roku 1868 jeho vnuci Kaceřov prodali Karlu Alvaterovi. Po něm se zde vystřídali Efraim Popper s manželkou Matildou, Josef Kohl a řada dalších majitelů. Posledním soukromým majitelem se stala firma Jan Lehrmann a synové z Plesné, které kaceřovský statek patřil až do konce druhé světové války. Od roku 1948 dvůr se zámkem využívalo horské pastevní družstvo a od roku 1951 jednotné zemědělské družstvo, které zanedbávalo údržbu, takže statek velmi zchátral. Po roce 1990 získala neudržovaný zámek obec Kaceřov.

## Stavební podoba
Jednopatrová zámecká budova má půdorys o rozměrech 20 × 18 metrů. Fasády člení mezipatrová a korunní římsa a bosovaná nároží. Okna v prvním patře jsou oddělená plochými lizénami a mají nadokenní prolamované římsy. Do budovy se vstupuje ze severu. Za vchodem se nachází chodba s místnostmi a schodištěm do prvního patra po stranách a trojicí místností podél jižní strany. Všechny přízemní prostory jsou zaklenuté valenými klenbami s výsečemi. Severní zeď a přilehlé části východní a západní obvodové zdi pochází z blíže neznáme gotické a renesanční fáze stavby.